# 吳燕紹
吳燕紹（1868年—1944年），江蘇蘇州府吳江縣人，清朝政治人物。
光緒十七年（1891年）辛卯科鄉試舉人，光緒二十年（1894年）甲午恩科三甲第八十四名進士，同年五月授內閣中書。宣統元年（1909年）調任理藩部主事，整理彙編清代蒙古、西藏、新疆史料，寫成《清代蒙藏回部典彙》。曾任清史館主事《清史稿·西藏篇》的編纂工作，其後在北京大學歷史系教授西藏史課程，編成《西藏史大綱》講義。